# Kölesvölgy
Kölesvölgy (szlovénül: Prosečka vas, vendül Prosečka ves) falu Szlovéniában, Muravidéken, Pomurska régióban. Közigazgatásilag Battyándhoz tartozik.

## Fekvése
Muraszombattól 15 km-re északra, a Vendvidéki-dombság (Goričko) területén, a Bezjak- és Gajik-patak forrásvidékén fekszik.

## Története

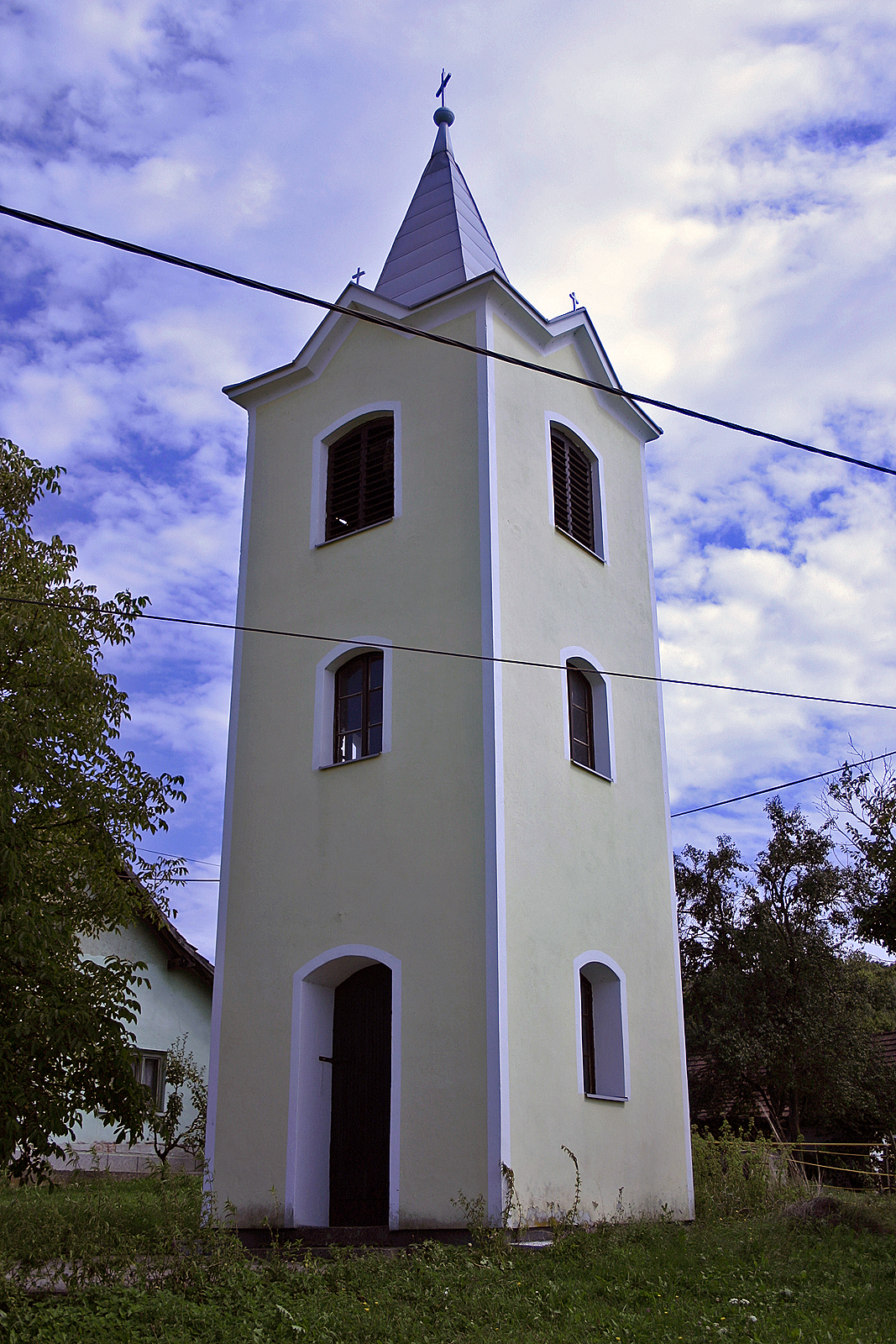
Harangláb

1365-ben még "Kyrizanhaza" alakban említik először. Egy évvel később "Crisanfalua in districtu Waralyakurniky" alakban szerepel. Kölesvölgy is egyike volt annak a 73 falunak, melyet I. Lajos magyar király cserélt el 1365-ben Széchy Miklóssal Éleskő és Miskolc uradalmáért, valamint a Szent Péter és Pál apostolok tiszteletére létesült tapolcai apátság kegyuraságáért. Felsőlendva várához tartozott. 1685-ben Széchy Katalinnal kötött házassága révén Nádasdy Ferenc birtoka lett és a 19. századig a család birtokában maradt.  1824-ben 40 háztartásban 320 lakos élt itt.
Vályi András szerint " KÖLESVÖLGYE. Proszeckavész. Tót falu Vas Várm. földes Ura G. Nádasdy Uraság, lakosai katolikusok, fekszik Felső Lendvához nem meszsze, mellynek filiája, földgye sovány, szőleje, és fája tűzre elég van."
Fényes Elek szerint " Kölesvölgye, vindus falu, Vas vmegyében, a felső-lendvai uradalomban, 90 evang., 70 kath. lak."
Vas vármegye monográfiája szerint " Kölesvölgy, 55 házzal és 306 r. kath. és ág. ev. vallású vend lakossal. Postája Bodóhegy, távírója Muraszombat. Földesurai a Nádasdy grófok voltak."
1910-ben 337, túlnyomórészt szlovén lakosa volt. A trianoni békeszerződésig Vas vármegye Muraszombati járásához tartozott. 1919-ben átmenetileg a de facto Mura Köztársaság része lett, majd a Szerb–Horvát–Szlovén Királysághoz csatolták, ami 1929-től Jugoszlávia nevet vette fel. 1941-ben átmeneti időre ismét Magyarországhoz tartozott, 1945 után visszakerült jugoszláv fennhatóság alá. 1991 óta a független Szlovénia része. 2002-ben 129 lakosa volt.

## Nevezetességei

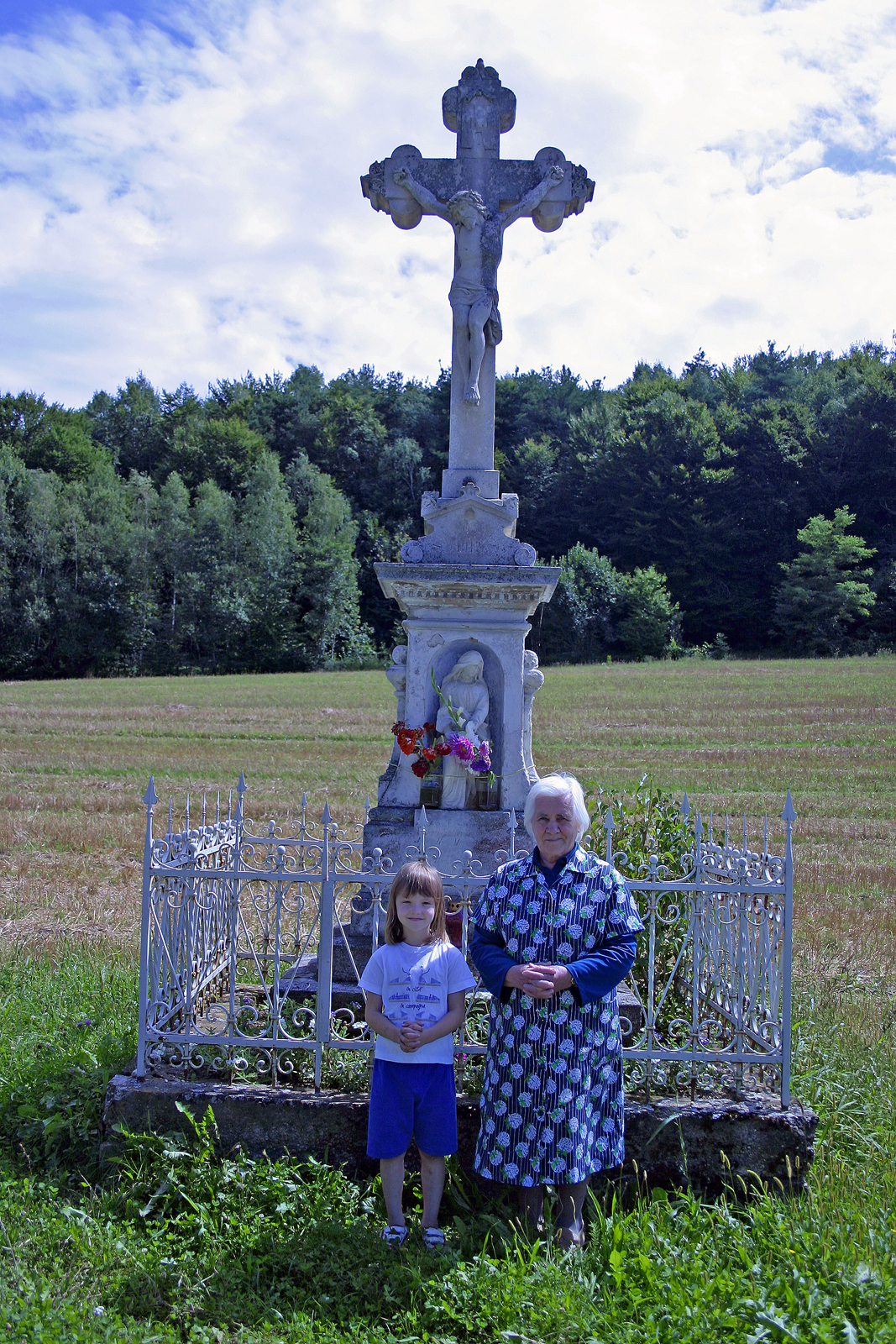
Kőkereszt

- Haranglába a 20. század első felében épült.
- Kulturális emlék a határában álló 1912-ben készített kőkereszt, felirata vend nyelvű.